# Брухис, Михель Срулевич
Ми́хель Сру́левич Бру́хис (после эмиграции из СССР публиковался под именем Михаил Брухис, англ. Michael Bruchis, рум. Mihail Bruhis; 5 декабря 1919 — 7 декабря 2006) — молдавский советский и израильский переводчик, филолог, социолингвист и историк-советолог. Кандидат филологических наук (1970).

## Биография
Отец, Срул Рефулович Брухис, держал магазин красок на улице Армянской, № 40 (ныне № 22) в Кишинёве; мать — Молка Иосифовна Шапошник, происходила из Бендер. Окончил кишинёвскую гимназию имени Б.—П. Хашдэу в 1940 году, а в 1945 году — историко-филологический факультет Кишинёвского педагогического института (в 1942—1944 годах эвакуированного в Бугуруслан).
В 1945—1951 годах работал главным редактором и заведующим отделом в Госиздате Молдавии. В 1951—1973 годах — научный сотрудник, с 1966 года — заведующий секцией перевода Института истории Академии наук МССР.
В 1970 году в Кишинёвском государственном университете защитил диссертацию по теме «Некоторые вопросы теории и практики перевода: на базе исследования социально-политических и художественных переводов с русского на молдавский язык», этой же теме посвящены две монографии Брухиса (1968, 1972). Преподавал в этом же университете.
На протяжении многих лет занимался переводами классической и современной литературы с русского языка и идиша на молдавский язык (братья Стругацкие, Ю. М. Нагибин, В. И. Пальман, И. В. Дубинский, Э. Г. Казакевич, Ф. М. Достоевский, Шолом-Алейхем, П. П. Бажов, З. И. Воскресенская, Т. М. Рид, С. Т. Аксаков,  Л. Н. Толстой, Ж. Верн и другие).
С 1974 года — в Израиле, где работал старшим научным сотрудником в Центре российских и восточно-европейских исследований при Тель-Авивском университете.
Опубликовал ряд трудов по современной истории Бессарабии и Молдавии, социолингвистике молдавского языка, политическим аспектам его формирования и этногенеза молдаван после присоединения Бессарабии к СССР, советской политике по отношению к этническим меньшинствам, теории перевода.

## Семья
- Жена — Фея Моисеевна Перельштейн (1921, Кишинёв — 1997, Тель-Авив).
  - Дочь — Татьяна Михелевна Биренбойм, инженер-строитель.
- Племянник — Моисей Мотелевич Брухис, советский и канадский учёный в области металловедения, металлообработки и трибологии, старший научный сотрудник инженерного отделения Университета Макмастера[11].
- Двоюродный брат — экономист Григорий Ефимович Брухис (1907—2005).

## Монографии
- Кувынт деспре традучерь (Cuvânt despre traduceri — слово о переводах). Кишинёв: Картя молдовеняскэ, 1968. — 160 с[12].
- О артэ дифичилэ (O artă dificilă: Contribuţie la teoria şi practica traducerii — трудное искусство: вклад в теорию и практику перевода). Кишинёв: Картя молдовеняскэ, 1972. — 191 с.
- Россия, Румыния и Бессарабия: 1812, 1918, 1924, 1940. Тель Авив: Научно-исследовательский центр России и Восточной Европы Тель-Авивского университета, 1976 и 1979. — 308 с.
- One Step Back, Two Steps Forward: On the language policy of the Communist Party of the Soviet Union in the national republics (Moldavia: a look back, a survey, and perspectives, 1924—1980) — Шаг назад, два шага вперёд: о языковой политике Коммунистической партии Советского Союза в национальных республиках (Молдавия: взгляд назад, обзор и перспективы, 1924—1980). Серия «East European Monographs». Нью-Йорк: Columbia University Press, 1982. — 371 pp.
- Nations — Nationalities — Peoples: A Study of the Nationalities Policy of the Communist Party in Soviet Moldavia (Нации—национальности—народы: исследование политики коммунистической партии по отношению к национальностям в советской Молдавии). Нью-Йорк:  Columbia University Press, 1984. — 230 pp.
- USSR: Language and Realities (СССР: язык и реалии). Нью-Йорк: Columbia University Press, 1988. — 393 pp.
- Rusia, România și Basarabia: 1812, 1918, 1924, 1940 (перевод с русского — Alexandru Chiriac). Кишинёв: Universitas, 1992. — 361 с.
- The Republic of Moldavia: From the Collapse of the Soviet Empire to the Restoration of the Russian Empire (Молдавская республика: от распада советской империи до восстановления Российской Империи). Нью-Йорк: Columbia University Press, 1997. — 225 pp.
- Republica Moldova: de la destrămarea imperiului sovietic la restaurarea imperiului rus. Бухарест: Semne, 1997. — 295 с.
- Basarabia în corespondența dintre Octavian O. Ghibu și Michael Bruchis 1984—1996 (Бессарабия в переписке Октавиана О. Гибу и Михаила Брухиса). Бухарест: Semne, 1998. — 123 с.
- Республика Молдова: Quo vadis? — оппортунизм, национализм, шовинизм. Тель-Авив: Papyrus, 1999.
- Republica Moldova: Quo Vadis? Oportunism — Naţionalism — Şovinism. Бухарест: Editura Fundaţiei Culturale Române, 1999. — 324 с.

## Публикации
- The Language Policy of the CPSU and the Linguistic Situation in Soviet Moldavia (Языковая политика КПСС и лингвистическая ситуация в советской Молдавии), in: Soviet Studies, vol. 36, no. 1. (1984)
- The Effect of the USSR Language Policy on the National Languages of Its Turkic Population, in The USSR and the Muslim World: Issues in Domestic and Foreign Policy, ed. Yaacov Ro’i (London: George Allen & Unwin, 1984), p. 146.
- The Language Policy of the Soviet Communist Party: Comments and Observations, East European Quarterly, 21, June 1987, 231—257.

## Переводы
- А. Ф. Фёдоров. Comitetul regional acţionează în podpolie (подпольный обком действует). Кишинёв: Госиздат Молдавии, 1950. — 480 с.
- Е. Н. Кошевая. Fiul meu (мой сын). Кишинёв: Шкоала советика, 1951. — 190 с.; Кишинёв: Лумина, 1966. — 212 с.
- Н. З. Бирюков. Ciaika. Кишинёв: Шкоала советика, 1954. — 454 с.
- И. А. Хаджимарчев. Ciobănaşul Kalitko. Кишинёв: Шкоала советика, 1954. — 212 с.
- Л. Н. Толстой. Adolescenţa şi tinereţea. Кишинёв: Шкоала советика, 1955. — 230 с.
- Eroii Eladei: Din miturile Greciei Antice (герои Эллады: из мифов Древней Греции). Пересказ Веры Смирновой. Кишинёв: Шкоала советика, 1956. — 164 с.
- Э. Ожешко. Povestiri. Кишинёв: Госиздат Молдавии, 1956. — 178 с.
- Ж. Верн. Copiii căpitanului Grant (дети капитана Гранта). Кишинёв: Шкоала советика, 1956. — 728 с.
- Г. Н. Черданцев. Geografia economică a Uniunii RSS (экономическая география СССР). Кишинёв: Шкоала советика, 1957. — 424 с.
- М. О. Ауэзов. Abai. Кишинёв: Картя молдовеняскэ, 1959. — 411 с.
- И. М. Гезалов. Larg de stepă. Кишинёв: Картя молдовеняскэ, 1960. — 274 с.
- П. П. Бажов. Sipeţelul de malahită (малахитовая шкатулка). Кишинёв: Картя молдовеняскэ, 1961. — 521 с.
- М. О. Ауэзов. Abai: Roman. Cartea a 2-a. Кишинёв: Картя молдовеняскэ, 1962. — 436 с.
- М. О. Ауэзов. Calealui Abai: Roman. Cartea a 3-4. Кишинёв: Картя молдовеняскэ, 1963. — 839 с.
- Л. Н. Видгоп. O prietenie înălţătoare: Pagini din viaţa lui Karl Marx şi Fridrih Engels. Кишинёв: Картя молдовеняскэ, 1964. — 252 с.
- С. Т. Аксаков. Tablouri ale naturii. Кишинёв: Картя молдовеняскэ, 1964. — 135 с.
- Э. Г. Казакевич. Caietul albastru (голубая тетрадь). Кишинёв: Картя молдовеняскэ, 1965. — 155 с.
- А. М. Тагиров. Gardiştii roşii: roman (красногвардейцы). Кишинёв: Картя молдовеняскэ, 1966. — 239 с.
- Ф. М. Достоевский. Jucătorul. Netocica Nezvanova (Игрок. Неточка Незванова). Кишинёв: Картя молдовеняскэ, 1967. — 319 с.
- З. И. Воскресенская. Inimă de mamă: Povestiri din viaţa Mariei Aleksandrovna Ulianova. Кишинёв: Лумина, 1967. — 277 с.
- Т. М. Рид. Kuarterona. Кишинёв: Картя молдовеняскэ, 1968. — 343 с.
- З. И. Воскресенская. Zori de ziuă. Кишинёв: Картя молдовеняскэ, 1969. — 202 с.
- И. И. Стрелкова. Spada comandantului de oşti: Tinereţea. Lupta. Bătălie (меч полководца). Кишинёв: Лумина, 1972. — 188 с.
- Шолом-Алейхем. Tevie—lăptraul: Povestire (Тевье-молочник). Кишинёв: Картя молдовеняскэ, 1973. — 145 с.
- Л. А. Обухова. Erou al secolului: Din viaţa lui Gagarin. Кишинёв: Лумина, 1974. — 196 с.